# Ходят слухи
«Ходят слухи» (англ. Rumor Has it...) — американский фильм 2005 года, семейная драма о том, как сложно жить, узнав о нескольких версиях своего появления на свет, но понятия не имея, какая из них соответствует действительности. Слоган фильма: «Based on a real rumor», «Основано на реальных … слухах».

## Сюжет
События происходят в 1997 году. Сара Хэттинджер — опытный журналист, она ведет раздел свадебных объявлений и некрологов в New York Times. Сара собирается замуж за Джеффа Дэйли, талантливого нью-йоркского адвоката. Джефф любит Сару, Сара думает, что тоже любит Джеффа, но порой начинает сомневаться. Во всяком случае, она просит Джеффа пока не заводить речь о помолвке при своих домашних: отце, сестре Энни и будущем зяте. Ведь сестра Энни, пригласила их с Джеффом на свою свадьбу, в родной дом Сары в Пасадене (Калифорния), где той придется снова встретиться со всеми своими родственниками, влюблёнными в теннис. Эта затея не очень радует, поскольку особой теплоты в отношениях Сара никогда не чувствовала и вообще считает себя неродной в семье.
Накануне свадьбы сестры, бабушка Сары Кэтрин разоткровенничалась о тайне касающейся её появления на свет. Сара ведь была явно зачата еще до свадьбы родителей. Оказывается её мать Джоселин, незадолго до свадьбы в 1963 году, сбежала в Мексику и провела несколько дней с неким Бо Бэрроузом. Сара выпытывает у бабушки и её подруги все подробности. Кэтрин тоже была близка с Бо. Он был знаком с писателем Чарльзом Уэббом, по роману которого впоследствии был поставлен популярный фильм. Знаменитую сцену совращения выпускника зрелой дамой, судя по всему, списали с реального эпизода встречи Бо и Кэтрин. Сара бросает все и находит Бо Бэрроуза — состоятельного магната в области IT индустрии. Он рассказывает о свидании с Кэтрин и встрече с Джоселин 34 года назад. Однако отцом Сары он быть не мог из-за бесплодия. Их встреча заканчивается интимной близостью. Проснувшись утром, Сара понимает, что стала третьим поколением в своей семье, кто оказался в постели с одним ловеласом. Бо увлекается Сарой, ухаживает за ней и везет на личном самолете на светский бал. Там неожиданно появляется Джефф, который потерял свою невесту. Она даже не позвонила о том, что задерживается и он бросился на поиски, обнаружив, в итоге, Сару в объятьях незнакомого мужчины. Происходит скандал и разрыв.
Сара возвращается в Пасадену в расстроенных чувствах и как раз вовремя. У Энни паническая атака, она раздумала отправляться в медовый месяц, засомневавшись в своей любви к мужу. Сара успокаивает сестру, рассказывает о своих приключениях, и Энни успокаивается. Сара говорит, что до этого никогда так откровенно не разговаривала с сестрой. Энни улетает в медовый месяц. Неожиданно к Саре приезжает Бо, которого она покинула не попрощавшись. Он просит прощения и не поминать его лихом. После у Сары происходит откровенный разговор с отцом, который рассказывает, что знал о неверности своей невесты и поездке в Мексику. Однако Джоселин вернулась к нему тогда, потому что любила его. В ту ночь, еще примерно за месяц до свадьбы, они и зачали Сару.
Узнав все подробности, Сара решает любой ценой помириться с Джеффом. Она немедленно вылетает назад в Нью-Йорк и умоляет Джеффа забыть о её неверности. Ей удается получить прощение и влюбленные снова соединяются. Они решают, что если у них родится девочка, то проследят за тем, чтобы она никогда не приближалась к Бо.

## В ролях
| Актёр                | Роль                                         |
| -------------------- | -------------------------------------------- |
| Дженнифер Энистон    | Сара Хэттинджер                              |
| Марк Руффало         | Джефф Дэйли                                  |
| Ширли Маклейн        | Катарин Ришельё, бабушка Сары                |
| Ричард Дженкинс      | Эрл Хэттинджер, отец Сары и Энни             |
| Мина Сувари          | Энни Хэттинджер, сестра Сары                 |
| Стив Сандвосс        | Скотт, жених Энни                            |
| Кевин Костнер        | Бо Бэрроуз                                   |
| Кристофер Макдональд | Роджер Макманус, деловой партнёр Бо Бэрроуза |
| Майк Фогель          | Блэйк Бэрроуз, сын Бо                        |